# Сылвенск
Сылвенск — село в Кунгурском районе Пермского края в составе Моховского сельского поселения.

## География
Село находится в центральной части Кунгурского района у левого берега Сылвы менее чем в 1 километре от Кунгура на северо-запад.

## Климат
Климат умеренно-континентальный с продолжительной снежной зимой и коротким, умеренно-тёплым летом. Средняя температура июля составляет +17,8 0С, января −15,6 0С. Среднегодовая температура воздуха составляет +1,3°С. Средняя продолжительность периода с отрицательными температурами составляет 168 дней и продолжительность безморозного периода 113 дней. Среднее годовое количество осадков составляет 539 мм.

## История
Село основано в 1648 году с названием Крестовоздвиженское по местной церкви. В начале XX века село насчитывало 87 дворов и проживало четыреста жителей. Переименовано после революции.

## Население
Постоянное население составляло 255 человек в 2002 году (95 % русские), 224 человека в 2010 году.